# Schmetterlingsnebel
Der Schmetterlingsnebel, auch als M2-9 bekannt, ist ein galaktischer planetarischer Nebel im Sternbild Schlangenträger und ist etwa 2100 Lichtjahre von der Erde entfernt. Der planetarische Nebel wurde im Jahre 1947 vom deutsch-amerikanischen Astronomen Rudolph Minkowski entdeckt. Bilder des Hubble-Weltraumteleskops von 1997 lassen feine Gas-Strukturen erkennen, die sich mit einer Geschwindigkeit von über 1600 km/s vom Stern entfernen.